# Eleição para o Senado federal por Kansas em 2004
A eleição para o senado do estado americano do Kansas em 2004 foi realizada em 2 de novembro de 2004. O senador Sam Brownback foi reeleito com quase 70% dos votos.

## Resultados

### Condado de Butler
| Resultados do Condado de Butler | Resultados do Condado de Butler | Resultados do Condado de Butler | Resultados do Condado de Butler | Resultados do Condado de Butler | Resultados do Condado de Butler |
| Partido                         | Candidato                       | Votos                           | %                               |                                 |                                 |
| Republicano                     | Sam Brownback                   | 19.527                          | 78,69%                          |                                 |                                 |
| Democrata                       | Lee Jones                       | 5.287                           | 21,30%                          |                                 |                                 |
| Total                           | Total                           | 24.814                          |                                 |                                 |                                 |
| ------------------------------- | ------------------------------- | ------------------------------- | ------------------------------- | ------------------------------- | ------------------------------- |

### Condado de Crawford
| Resultados do Condado de Crawford | Resultados do Condado de Crawford | Resultados do Condado de Crawford | Resultados do Condado de Crawford | Resultados do Condado de Crawford | Resultados do Condado de Crawford |
| Partido                           | Candidato                         | Votos                             | %                                 |                                   |                                   |
| Republicano                       | Sam Brownback                     | 10.659                            | 67,13%                            |                                   |                                   |
| Democrata                         | Lee Jones                         | 5.219                             | 32,87%                            |                                   |                                   |
| Total                             | Total                             | 15.878                            |                                   |                                   |                                   |
| --------------------------------- | --------------------------------- | --------------------------------- | --------------------------------- | --------------------------------- | --------------------------------- |

### Condado de Douglas
| Resultados do Condado Douglas | Resultados do Condado Douglas | Resultados do Condado Douglas | Resultados do Condado Douglas | Resultados do Condado Douglas | Resultados do Condado Douglas |
| Partido                       | Candidato                     | Votos                         | %                             |                               |                               |
| Republicano                   | Sam Brownback                 | 24.488                        | 52,95%                        |                               |                               |
| Democrata                     | Lee Jones                     | 21.759                        | 47,05%                        |                               |                               |
| Total                         | Total                         | 46.247                        |                               |                               |                               |
| ----------------------------- | ----------------------------- | ----------------------------- | ----------------------------- | ----------------------------- | ----------------------------- |

### Condado de Johnson
| Resultados do Condado de Johnson | Resultados do Condado de Johnson | Resultados do Condado de Johnson | Resultados do Condado de Johnson | Resultados do Condado de Johnson | Resultados do Condado de Johnson |
| Partido                          | Candidato                        | Votos                            | %                                |                                  |                                  |
| Republicano                      | Sam Brownback                    | 162.385                          | 67,13%                           |                                  |                                  |
| Democrata                        | Lee Jones                        | 79.501                           | 32,86%                           |                                  |                                  |
| Total                            | Total                            | 241.886                          |                                  |                                  |                                  |
| -------------------------------- | -------------------------------- | -------------------------------- | -------------------------------- | -------------------------------- | -------------------------------- |

### Condado de Sedgwick
| Resultados do Condado de Sedgwick | Resultados do Condado de Sedgwick | Resultados do Condado de Sedgwick | Resultados do Condado de Sedgwick | Resultados do Condado de Sedgwick | Resultados do Condado de Sedgwick |
| Partido                           | Candidato                         | Votos                             | %                                 |                                   |                                   |
| Republicano                       | Sam Brownback                     | 118.261                           | 72,83%                            |                                   |                                   |
| Democrata                         | Lee Jones                         | 44.106                            | 27,16%                            |                                   |                                   |
| Total                             | Total                             | 162.367                           |                                   |                                   |                                   |
| --------------------------------- | --------------------------------- | --------------------------------- | --------------------------------- | --------------------------------- | --------------------------------- |

### Condado de Shawnee
| Resultados do Condado de Shawnee | Resultados do Condado de Shawnee | Resultados do Condado de Shawnee | Resultados do Condado de Shawnee | Resultados do Condado de Shawnee | Resultados do Condado de Shawnee |
| Partido                          | Candidato                        | Votos                            | %                                |                                  |                                  |
| Republicano                      | Sam Brownback                    | 36.895                           | 62,72%                           |                                  |                                  |
| Democrata                        | Lee Jones                        | 15.927                           | 37,27%                           |                                  |                                  |
| Total                            | Total                            | 58.822                           |                                  |                                  |                                  |
| -------------------------------- | -------------------------------- | -------------------------------- | -------------------------------- | -------------------------------- | -------------------------------- |

### Condado de Wyandotte
| Resultados do Condado de Wyandotte | Resultados do Condado de Wyandotte | Resultados do Condado de Wyandotte | Resultados do Condado de Wyandotte | Resultados do Condado de Wyandotte | Resultados do Condado de Wyandotte |
| Partido                            | Candidato                          | Votos                              | %                                  |                                    |                                    |
| Democrata                          | Lee Jones                          | 29.999                             | 61,27%                             |                                    |                                    |
| Republicano                        | Sam Brownback                      | 18.957                             | 38,72%                             |                                    |                                    |
| Total                              | Total                              | 48.956                             |                                    |                                    |                                    |
| ---------------------------------- | ---------------------------------- | ---------------------------------- | ---------------------------------- | ---------------------------------- | ---------------------------------- |